# Sebastian Erixon
Sebastian Erixon (* 12. September 1989 in Sundsvall) ist ein ehemaliger schwedischer Eishockeyspieler, der im Verlauf seiner aktiven Karriere zwischen 2006 und 2021 unter anderem 601 Spiele für Timrå IK, die Växjö Lakers und Färjestad BK in der Elitserien bzw. Svenska Hockeyligan (SHL) auf der Position des Verteidigers bestritten hat. Mit den Växjö Lakers gewann Erixon, dessen Vater Staffan und jüngerer Bruder Christopher ebenfalls professionelle Eishockeyspieler waren, im Jahr 2015 die Schwedische Meisterschaft.

## Karriere
Sebastian Erixon begann seine Karriere als Eishockeyspieler in der Nachwuchsabteilung des Timrå IK, für dessen Profimannschaft er von 2006 bis 2011 in der Elitserien, der höchsten schwedischen Spielklasse, aktiv war. In diesem Zeitraum wurde er zudem im KHL Junior Draft 2010 in der ersten Runde als insgesamt elfter Spieler vom SKA Sankt Petersburg ausgewählt, für den er anschließend allerdings nicht spielte. Stattdessen erhielt der Verteidiger im April 2011 einen Vertrag als Free Agent bei den Vancouver Canucks aus der National Hockey League (NHL), für deren Farmteam Chicago Wolves er in der Saison 2011/12 in der American Hockey League (AHL) auf dem Eis stand.
Am 27. Februar 2012 transferierten ihn die Vancouver Canucks im Austausch für Andrew Gordon zu den Anaheim Ducks. Nachdem der Schwede weder für die Kalifornier noch für deren Farmteam, die Syracuse Crunch, eine Partie absolviert hatte, kehrte er im Juni 2012 in seine Heimat zurück und unterzeichnete einen Zweijahresvertrag bei seinem Ex-Verein Timrå IK. Nach dem Abstieg des Klubs aus der Elitserien wechselte Erixon innerhalb der Liga zu den Växjö Lakers, mit denen er in der Saison 2014/15 die Schwedische Meisterschaft gewann. Von April 2015 bis zu seinem Karriereende im Sommer 2021 stand der Schwede beim Ligakonkurrenten Färjestad BK unter Vertrag, für den er im Verlauf seiner letzten Profispielzeit seinen 600. Einsatz in der höchsten schwedischen Spielklasse absolvierte.

### International
Für Schweden nahm Erixon an der U18-Junioren-Weltmeisterschaft 2007 sowie der U20-Junioren-Weltmeisterschaft 2009 teil. Bei der U18-WM 2007 gewann er mit seiner Mannschaft die Bronze-, bei der U20-WM 2009 die Silbermedaille.

## Erfolge und Auszeichnungen
- 2007 Bronzemedaille bei der U18-Junioren-Weltmeisterschaft
- 2009 Silbermedaille bei der U20-Junioren-Weltmeisterschaft
- 2015 Schwedischer Meister mit den Växjö Lakers

## Karrierestatistik

### International
Vertrat Schweden bei:
- U18-Junioren-Weltmeisterschaft 2007
- U20-Junioren-Weltmeisterschaft 2009

(Legende zur Spielerstatistik: Sp oder GP = absolvierte Spiele; T oder G = erzielte Tore; V oder A = erzielte Assists; Pkt oder Pts = erzielte Scorerpunkte; SM oder PIM = erhaltene Strafminuten; +/− = Plus/Minus-Bilanz; PP = erzielte Überzahltore; SH = erzielte Unterzahltore; GW = erzielte Siegtore; 1 Play-downs/Relegation; Kursiv: Statistik nicht vollständig)